# 土屋円都
土屋 円都（土屋圓都、つちや えんいち）は、江戸時代初期に盲人の統括機関である当道座の惣検校を務めた人物。伊豆 円一（伊豆圓一、いず えんいち）、土屋検校、伊豆検校の名でも知られる。武田信虎に仕えた土屋昌遠の子で、幼年時に病気のため視力を失い、駿河で人質生活を送っていた時代の徳川家康に近侍した縁がある。江戸幕府の盲人政策について、円都と家康との関係が影響したとする説がある。

## 生涯

### 出自と生い立ち
土屋家は、もともと甲斐武田家に仕えた一族である。円都の父・土屋昌遠は武田信虎に仕え、天文10年（1541年）に信虎が甲斐を追放されたあとも駿河・京都へ同道した。なお、昌遠は天正2年（1574年）に信虎が没すると高野山に登り、天正3年（1575年）に祖先ゆかりの地である伊豆国で没した。
土屋昌遠は菅沼氏の娘を娶っており、『寛政重修諸家譜』（以下『寛政譜』）に記載された没年と享年から逆算すれば、天文10年（1541年）に円都が生まれた。『寛永諸家系図伝』では「生国駿河」とある。円都の母について、『寛政譜』には菅沼織部正定則（三河野田城主として知られる）の娘とあるが、後述の菅沼忠久の関係と齟齬が生じる。
幼年時、円都は眼病により失明した。このとき、父は信虎に従って京都に上っていたため、母とともに母方のおじである井伊谷の菅沼忠久（井伊谷三人衆の一人）を頼った。『寛政譜』では忠久の家は定則の家と別系統であるが、菅沼氏の系譜には錯綜が見られ、菅沼忠久の父を菅沼織部正定則とするものがあるという。

### 少年時代の家康に近侍し、のち北条家に仕える
成長した円都は、今川家への人質として駿河に滞在していた少年時代の徳川家康に近侍した。家康は天文11年（1542年）の生まれで、ほぼ同年配である。その後、今川氏真の求めを受けて円都は氏真に仕えた。家康と氏真が交戦状態になると、円都は今川家を去って北条氏政に仕えた。北条氏政は、円都を検校にするべく京都に上らせたことがあったが、途中の三河国で徳川家康から黄金が与えられた。
その後の元禄年間、今川方についていた井伊谷三人衆（菅沼忠久・近藤康用・鈴木重時）を説得するために円都が小田原から呼ばれ、「密事」の使者として井伊谷に派遣されるという出来事があり、円都は三人衆の返答を家康に伝えて小田原に帰った。

### 北条家滅亡から関ヶ原まで
天正18年（1590年）の小田原落城（開城）の際、北条氏政に近侍していた円都を救うべく、徳川家康は井伊直政に命じて円都を城から連れ出した。この際、氏政は「辞世の頌句」を円都に託したという。また、家康は朝比奈宗利に城下の円都の屋敷を警備させ、開城に伴う混乱を避けさせた。
その後は家康の命に従って京都に上った。慶長5年（1600年）、石田三成は京都在住の諸士で関東に一族がある者を従わせようとし、円都には妻子を大坂に送るよう指示したが、円都は従わなかった。また、親族の成田長忠の人質が大坂にいたのを連れ出して他所に匿った。この行動は町民によって密告され、石田方は円都を軟禁状態にした（「円都が居宅に番を置、門戸をかたく守らしむ」）が、円都は屈しなかったという。
関ケ原の合戦後、大津で家康に謁した。家康は円都の志に感銘し、褒賞として「白銀御夜衣」などを与えた。

### 江戸幕府成立と惣検校円都
円都は、のちに惣検校に任じられた。
寛政6年（1794年）編纂の『当道大記録』によれば、慶長8年（1603年）2月、家康が征夷大将軍に任じられると、惣検校である円都が旧知の家康を祝賀するために出府し、あわせて当道座や当道（盲人）支配についての献策を行った。家康の指示の下、円都は「当道式目」を制定したとされる。当道座による全国の盲人の管理と「自治」の公認、盲人の金融業公許や免税など、江戸時代の「盲人保護政策」は円都と家康の関係に由来するという評価もある。ただし『当道大記録』の記述の信憑性については疑問を呈する意見もあり、たとえば、慶長8年（1603年）時点で円都が惣検校に就任していたかは疑問である。中山太郎は、次第に出来上がっていった仕組みを、後の人が家康と円都との関係に結び付け、権威付けを行ったのではないかと推測する。
全国の盲人を統括する当道座（「職屋敷」「清聚庵」とも呼ばれた）は、室町時代以来京都にあったため、京都が活動拠点であった。徳川家の人々が上洛するたび、円都も謁している。ただ、円都は家康の命を受けて江戸に赴き、秀忠や家光に謁したこともある。
円都は元和7年（1621年）10月25日に京都で没した。享年81。子の土屋知貞も徳川幕府に出仕し、700石取りの旗本となった。土屋知貞は親族などからの聞き書きをもとに、豊臣秀吉の伝記『太閤素生記』を著したことで知られている。

## 演奏家としての円都（円一）
円都は、天正10年（1582年）に惣検校となった松本検校（京一、鏡一）の平曲の弟子であり、兄弟弟子に高山検校（丹一、誕一）がいる。

## 備考
- 『寛政譜』によれば、円都は豊臣家は北条家の仇であるとして、京都にあるときも決して豊臣秀吉・秀頼に謁しようとしなかったという[3]。
- 『武功雑記』には、北条氏政に仕え、武田信玄や織田信長にも召し出されて御伽を行ったという「土屋検校」が語ったとされる話が収録されている。
ある甲斐国出身の人が、信玄が長生きしていたら天下をとれたであろうと話し、それを聞いた時は自分（土屋検校）もその通りだと思ったのだが、のちに佐野天徳寺（佐野房綱）から以下のような話を聞いて考えを改めた。使者として信玄・謙信・秀吉と面会したことのある佐野が言うには、信玄や謙信からは大変な威圧感を受けて顔を上げることすらできなかったが、秀吉は「やれ天徳寺まいられたるか」と語りかけながら親しげに側に寄って来たのだという。
土屋検校は、このような器量があるのが信玄・謙信と秀吉の違いで、だからこそ天下はおのずから秀吉の手に入ったのであろう、と話をまとめている[23]。
- 家康の側室である阿茶局（雲光院。武田旧臣飯田直政の娘）の親戚であるという「一説」があるという[24]。阿茶局は、土屋昌恒の遺児・土屋忠直を養子として養育しているが、もともと土屋を称していた土屋昌遠・円都の家と、金丸氏から入って土屋の名跡を継いだ土屋昌続・昌恒の家とは別系統である。
- 『柳営婦女伝系』では、徳川家光の側室で徳川家綱の生母となった宝樹院と土屋家の間に縁があったことを記す。「伊豆検校」は徳川家に仕える天下の惣検校であったが、老年に至っても実子がなく、旗本朝倉右京進豊高（北条旧臣[25]。『寛政譜』では「朝倉政元」と記される人物[25]）の二男・朝倉才三郎を養子に迎えて「土屋牛之助」と名乗らせた[注釈 15]。ところが伊豆検校に実子の土屋知貞が生まれたため[注釈 16]、才三郎は朝倉姓に戻った。才三郎は旗本として幕府に仕えたが、実子のないまま没した[注釈 17]。才三郎の家は、甥の朝倉織部豊明が跡を継いだ[注釈 18][26]。才三郎の家には家政万端を取り仕切る家来がおり、才三郎は名字を与えて「朝倉惣兵衛」と名乗らせていた。才三郎の死後に豊高が調査すると、朝倉惣兵衛には諸々の不始末が発覚し、惣兵衛は死刑が相当とされた。しかし才三郎とは「兄弟分」であった知貞と、知貞の父「伊豆検校」が、旧功のある惣兵衛を不憫に思って働きかけ、死を免じて追放刑にとどめさせた[27]。この惣兵衛の娘が宝樹院であるという。
- 「俗説」として、円都が家康の間諜として武田家の機密を探っていたことが発覚したため、怒った信玄は国内の盲人800人を殺した、というものがある[19]。